# Francesco Campana (criminale)
Francesco Campana (Mesagne, 14 gennaio 1973) è un mafioso italiano, capo della Sacra Corona Unita.
È considerato il successore dell'organizzazione dopo Giuseppe Rogoli e Salvatore Buccarella. Condannato a nove anni per associazione mafiosa e traffico di sostanze stupefacenti, è stato arrestato il 23 aprile 2011 ad Oria.
Il suo braccio destro è Ronzino De Nitto, anch'egli arrestato dopo un periodo di latitanza.
Entrambi i suoi fratelli, Sandro ed Antonio, si sono pentiti dopo l'arresto, iniziando a collaborare con la giustizia rispettivamente nel 2015 e nel 2019. Sandro si è suicidato nel marzo 2020, impiccandosi nella località segreta in cui viveva sotto protezione.